# 팰컨 헤비

로고

팰컨 헤비(Falcon Heavy)는 미국 스페이스X가 개발 중인 우주로켓이다. 기존의 팰컨 9 로켓을 3개 묶어서 54.4톤의 인공위성을 발사할 수 있다. 화성에 13.6톤의 우주선을 보낼 수 있다. 스페이스X는 2024년 레드 드래건 (우주선) 유인 화성 탐사선을 팰컨 헤비 로켓으로 발사해 2025년 화성에 인간을 착륙시킨다는 계획이다.
첫 시험 발사는 2017년 11월에 진행될 예정이었으나 2017년 12월, 그리고 2018년 1월로 발사 일정이 총 2차례 미뤄졌다. 2018년 2월 6일 발사 성공했으며, 부스터 2개는 동시 착륙 회수에 성공하였으나, 코어부스터는 연료 부족으로 감속로켓 3기 중 1기만 점화되어 목표에서 90m 떨어진 해상에 480km/h의 속도로 추락, 파손되었다.
시험 발사체의 탑재물인 테슬라 로드스터는 화성에 근접한 태양공전궤도에 머물게 된다.

## 역사

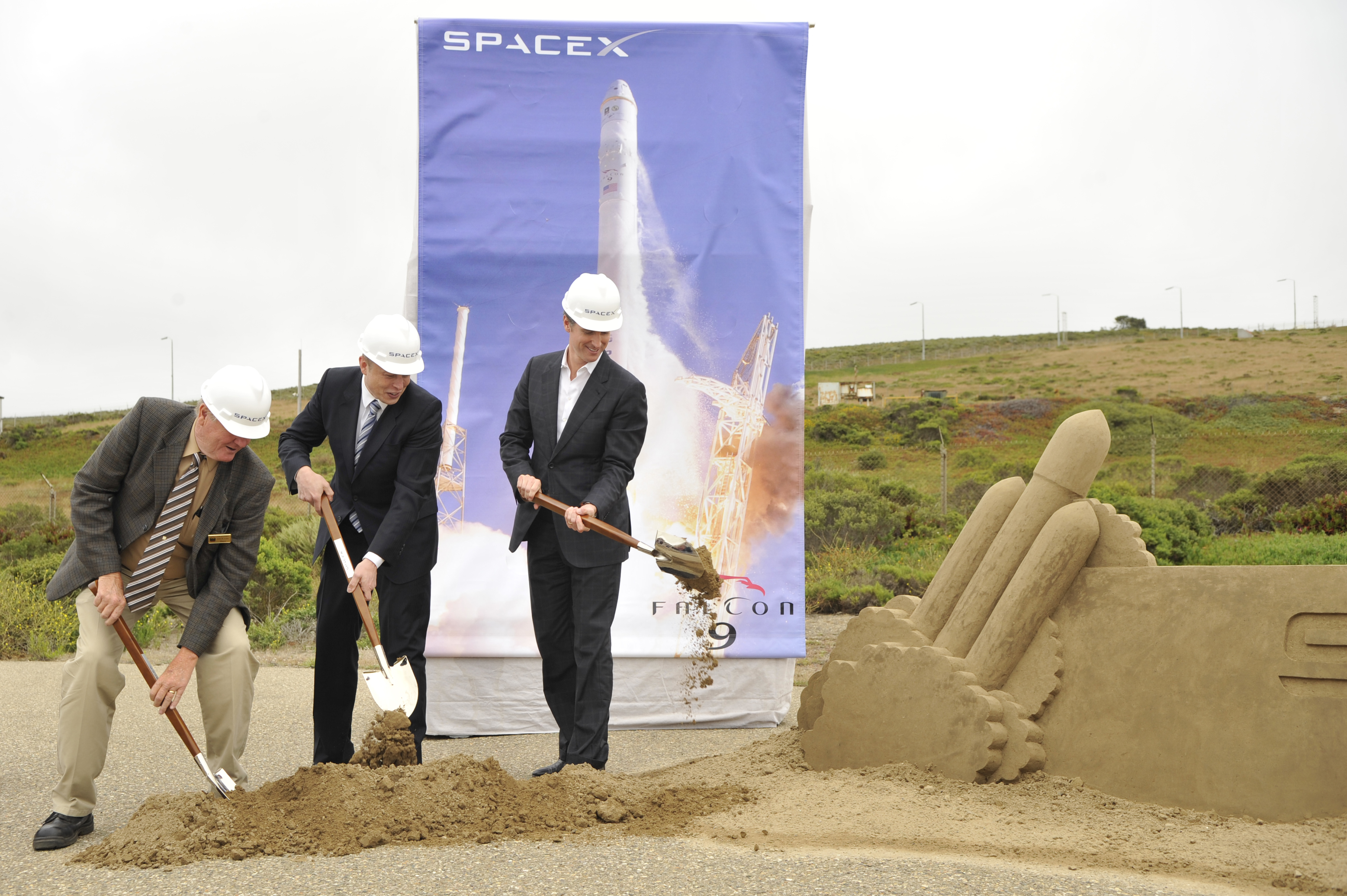
2011년 7월 14일, 반덴버그 공군기지 SLC-4E 발사장에서 팰컨 헤비 발사대 착공식을 하는 스페이스X

2018년 2월 6일, 팰컨 헤비 최초발사에 성공했다. 테슬라도 창립한 스페이스X의 일론 머스크 회장은 자신이 타던 무게 1.3톤의 테슬라 로드스터 스포츠카에 우주복을 입은 마네킹 "스타맨"을 앉혀서, 팰컨 헤비에 넣어 화성까지 쏘아올렸다. 몇개월 뒤에 화성 궤도에 도달하였다. 로드스터에는 3개의 카메라가 달려 있다.
팰컨 9을 3개 묶은 팰컨 헤비는 발사중량 1420톤으로서, 현재 세계 최대 크기의 민간 우주 발사체이다. 140톤 나로호의 10배 무게이다.
- 팰컨 9, 지구 저궤도 22.8톤, 정지궤도 8.3톤, 정지궤도 재사용 5.5톤, 화성 4.02톤
- 팰컨 헤비, 지구 저궤도 63.8톤, 정지궤도 26.7톤, 정지궤도 재사용 8톤, 화성 16.8톤, 명왕성 3.5톤

## 디자인

왼쪽부터 팰컨 1, 팰컨 9 v1.0, 팰컨 9 v1.1 세가지, 팰컨 9 v1.2 FT, 팰컨 9 Block 5, 팰컨 헤비 두가지 모델

## 대한민국
김승조 항우연 원장은 2012년부터 스페이스X를 벤치마크 대상이자 잠재적 경쟁자로 꼽아 왔다. 김 원장은 2014년까지 스페이스X를 두 차례 방문했다.
대한민국은 스페이스X의 팰컨 1를 벤치마킹한 한국형발사체 시험발사체를 2018년 11월 28일 발사했다. 2030년 팰컨 9를 벤치마킹하여 75톤 엔진 9개를 묶은 한국형 정지궤도 발사체를 만들어 중궤도 및 정지궤도 발사체를 제작하고, 2040년까지는 한국형발사체를 3개 묶어서, 팰컨 헤비와 같은 대형 정지궤도위성 발사용 한국형 대형 정지궤도 발사체를 발사할 계획이다.

## 같이 보기
- 팰컨 9